# Xiaomi Civi
Xiaomi Civi та Xiaomi Civi 1S — молодіжні смартфони середнього рівня компанії Xiaomi. Xiaomi Civi був представлений 27 вересня 2021 року, а Civi 1S — 21 квітня 2022 року. Xiaomi Civi є наступником Xiaomi Mi CC9. Основними відмінностями між моделями є процесор та сріблястий колір в 1S.

## Дизайн

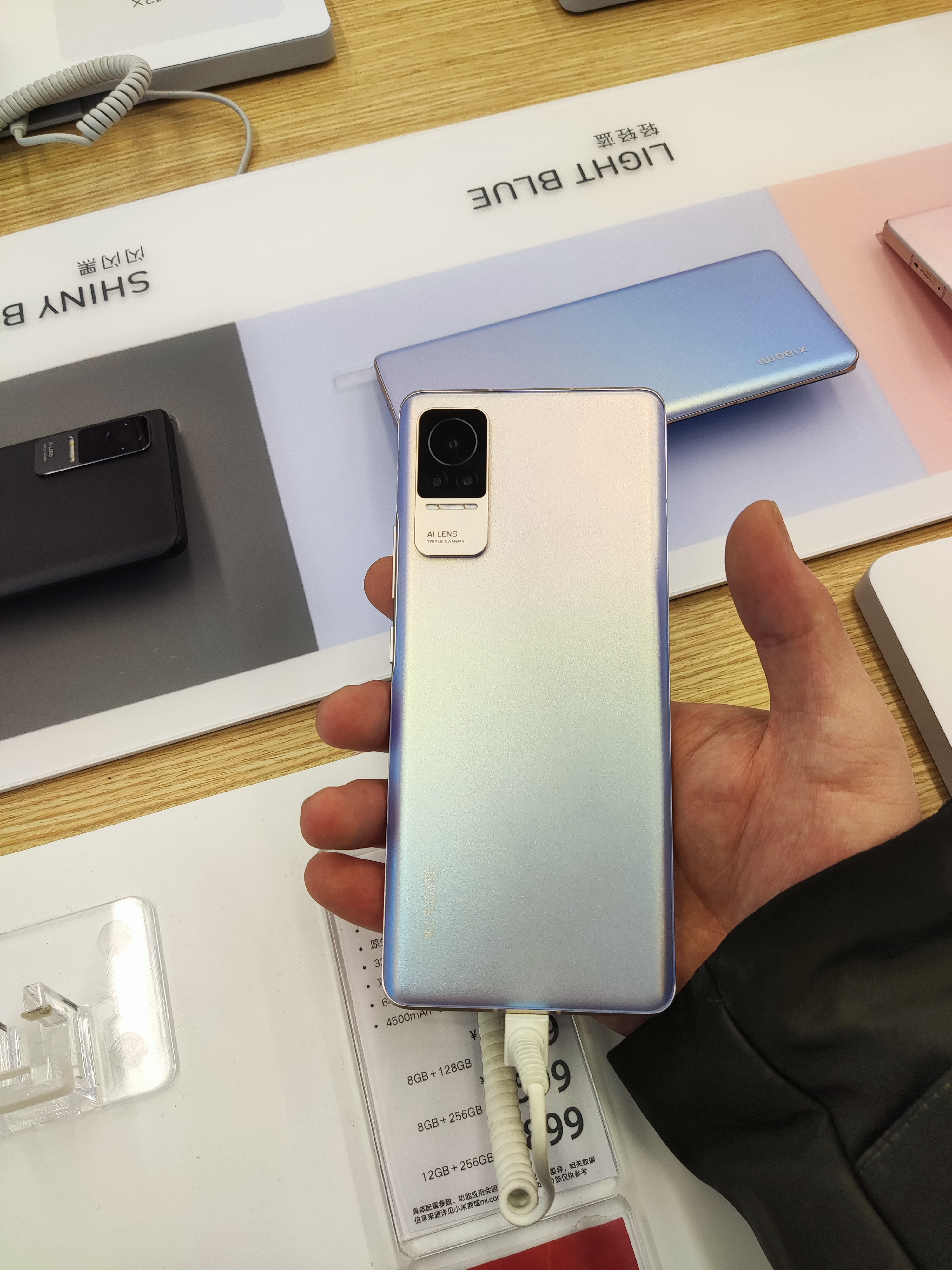
Задня частина Xiaomi Civi

Екран виконаний зі скла Corning Gorilla Glass 5. Задня панель виконана зі скла. Бокова частина виконана з алюмінію.
За дизайном моделі подібні до смартфонів Vivo.
Знизу розміщенні роз'єм USB-C, динамік, мікрофон та слот під 2 SIM-картки. Зверху розташовані другий мікрофон та ІЧ-порт. З правого боку розміщені кнопки регулювання гучності та кнопка блокування смартфона.
Xiaomi Civi продавався в 3 кольорах: чорному, блакитному та рожевому. Civi 1S на додаток має сріблястий варіант кольору.

## Технічні характеристики

### Платформа
Xiaomi Civi отримав процесор Qualcomm Snapdragon 778G, а Civi 1S — Snapdragon 778G+. Обидва працюють в парі з графічним процесором Adreno 642L.

### Батарея
Батарея отримала об'єм 4500 мА·год та підтримку швидкої зарядки на 55 Вт.

### Камера
Смартфони отримали основну потрійну камеру 64 Мп, f/1.79 (ширококутний) + 8 Мп, f/2.2 з кутом огляду 120° (надширококутний) + 2 Мп, f/2.4 (макро) з фазовим автофокусом та можливістю запису відео в роздільній здатності 4K@30fps. Фронтальна камера отримала роздільність 32 Мп (ширококутний), автофокус та можливість запису відео у роздільній здатності 1080p@30fps.

### Екран
Екран AMOLED, 6.55", FullHD+ (2400 × 1080) зі щільністю пікселів 402 ppi, співвідношенням сторін 20:9, частотою оновлення дисплея 120 Гц, підтримкою технології HDR10+ та круглим вирізом під фронтальну камеру, що розміщений зверху в центрі. Також під дисплей вбудовано сканер відбитків пальців оптичного типу.

### Звук
Смартфони отримали стереодинаміки. Динаміки розташовані на верхньому та нижньому торцях.

### Пам'ять
Смартфони продавалися в комплектаціях 8/128, 8/256 та 12/256 ГБ.

### Програмне забезпечення
Xiaomi Civi був випущений на MIUI 12.5 на базі Android 11. В свою чергу Xiaomi Civi 1S був випущений на MIUI 13, що базується на Android 12. Обидві моделі були оновлені до HyperOS 1, яка працює на базі Android 13 на Xiaomi Civi та на базі Android 14 на Civi 1S.